# Nhôm hydride
Nhôm hydride, còn được gọi với nhiều cái tên khác là alane hoặc alumane là một hợp chất vô cơ có thành phần chính gồm hai nguyên tố là nhôm và hydro, với công thức hóa học được quy định là AlH3. Hợp chất này tồn tại dưới dạng một chất rắn không màu. Mặc dù hiếm khi có tại các phòng thí nghiệm nghiên cứu bên ngoài, alane và các dẫn xuất của nó được sử dụng làm các tác nhân khử trong tổng hợp hữu cơ.

## Điều chế
Nhôm hydride và các phức hợp khác nhau của nó từ lâu đã được biết đến. Cách thức tổng hợp ra nó được công bố lần đầu vào năm 1947, và một bằng sáng chế cho việc tổng hợp này được công nhận vào năm 1999. Nhôm hydride được điều chế bằng cách xử lý lithi nhôm hydride với nhôm chloride.  Phương pháp này phức tạp và cần chú ý đến việc loại bỏ lithi chloride.
3LiAlH4 + AlCl3  →  4AlH3  +  3LiCl
Dung dịch etan của alane cần sử dụng ngay, bởi vì vật liệu polyme nhanh chóng kết tủa thành chất rắn. Các giải pháp nhôm hydride được biết là bị suy thoái sau 3 ngày. Hợp chất này phản ứng mạnh hơn LiAlH4.
Một số phương pháp khác để điều chế nhôm hydride:
2LiAlH4 + BeCl2 → 2AlH3 + Li2BeH2Cl2
2LiAlH4 + H2SO4 → 2AlH3 + Li2SO4 + 2H2↑
2LiAlH4 + ZnCl2 → 2AlH3 + 2LiCl + ZnH2